# Xanthorhoe veraria
Xanthorhoe veraria är en fjärilsart som beskrevs av W. Warren 1908. Xanthorhoe veraria ingår i släktet Xanthorhoe och familjen mätare. Inga underarter finns listade i Catalogue of Life.